# Yevgeni Tarakanov
Yevgeni Vladimirovich Tarakanov (tiếng Nga: Евгений Владимирович Тараканов; sinh ngày 1 tháng 2 năm 1999) là một cầu thủ bóng đá người Nga thi đấu cho F.K. Torpedo Vladimir.

## Sự nghiệp câu lạc bộ
Anh có màn ra mắt tại Giải bóng đá chuyên nghiệp quốc gia Nga cho F.K. Torpedo Vladimir vào ngày 3 tháng 4 năm 2017 trong trận đấu với FSK Dolgoprudny.